# Tóth László (geológus)
Tóth László (Pilisvörösvár, 1938. július 1. – Ausztrália, 2012. szeptember 11.) magyar származású ausztrál geológus. Michelangelo Pietà szobrának megrongálása révén vált hírhedtté.

## Élete
Római katolikus családban született. A geológusi diploma megszerzése után, 1965-ben Ausztráliába disszidált. Mivel angoltudása szegényes volt és a diplomáját sem ismerték el, egy szappangyárban kezdett dolgozni. Annak ellenére, hogy nem beszélt olaszul sem, 1971 júniusában Rómába költözött, hogy Jézusként elismertesse magát. Leveleket írt VI. Pál pápának és találkozni próbált vele, sikertelenül.

## A Pietà megrongálása
1972. május 21-én, 33 évesen (Jézus 33 évesen halt meg), pünkösdkor egy geológuskalapáccsal, „Én vagyok a feltámadott Jézus Krisztus!” kiáltással a Szent Péter-bazilika Pietà szobrának rontott. Tizenöt ütéssel Mária karját könyöktől leverte, megcsonkította az orrát és az egyik szemhéját. (Összesen kb. 50 szilánkot gyűjtöttek össze, amelyekből évek alatt helyreállították a szobrot, amelyet azóta üvegfallal védenek.) Tóthot a látogatók fogták le, és húzták el a szobortól. Nyilvánvaló elmebajára tekintettel nem emeltek ellene vádat. 1973. január 29-től 1975. február 9-ig olaszországi pszichiátriai kezelés alatt állt, ezután visszatoloncolták Ausztráliába. Az ausztrál hatóságok nem vették őrizetbe. Ott is halt meg, 74 éves korában.

## Fordítás
- Ez a szócikk részben vagy egészben  a   Laszlo Toth című angol Wikipédia-szócikk fordításán alapul.  Az eredeti cikk szerkesztőit annak laptörténete sorolja fel. Ez a jelzés csupán a megfogalmazás eredetét és a szerzői jogokat jelzi, nem szolgál a cikkben szereplő információk forrásmegjelöléseként.